# Tsakane Valentine Maswanganyi
Tsakane Valentine Maswanganyi (sinh ngày 14 tháng 2 năm 1979) là một nữ ca sĩ người Nam Phi. Cô lần đầu tiên xuất hiện là thành viên của ban nhạc opera nổi tiếng thế giới có tên là Amici Forever. Cô đã xuất hiện trong các buổi hòa nhạc và opera tại các địa điểm biểu diễn lớn trên thế giới.

## Cuộc đời
Maswanganyi sinh ra và lớn lên ở một thị trấn ở Soweto, nơi cô sống với ông bà trong tám năm đầu đời. Bà của cô làm việc như một giáo viên và ông của cô là một linh mục. Vào thời điểm đó Nam Phi vẫn bị tách biệt theo luật phân biệt chủng tộc. 
Lúc tám tuổi, Maswanganyi chuyển đến Giyani ở miền bắc Nam Phi để sống với bố mẹ. Cô vẫn ở đó qua những năm tuổi thiếu niên. Trong khi đó, cô đã học trung học trong một vài năm tại trường Trung học Risinga, nhưng hệ thống trường học Bantu không cung cấp bất kỳ bài học nào về âm nhạc cho học sinh của họ. Tuy nhiên, cô là một thành viên tích cực của dàn hợp xướng nhà thờ do mẹ cô đạo diễn. Kết quả là, Maswanganyi đã có rất ít tiếp xúc với âm nhạc cổ điển và không thể đọc được âm nhạc khi cô bước vào Đại học Pretoria. Sự thiếu kinh nghiệm của cô khiến cô không được chấp nhận là một nghệ sĩ chuyên nghiệp.

## Sự nghiệp
Trong năm thứ tư và năm cuối cùng tại Đại học Pretoria, Maswanganyi bắt đầu biểu diễn trong vở opera tại Nhà hát Quốc gia ở Pretoria. Sau khi tốt nghiệp, cô tiếp tục được đào tạo tại Pretoria Technikon trong ba năm. 
Sau khi hoàn thành nghiên cứu của mình tại Pretoria Technikon, Maswanganyi đã hát vai Maria trong một màn trình diễn của West Side Story cho công ty Spier Opera ở Cape Town. Ngay sau khi cô giúp Amici Forever thành lập, cô đã phát hành hai album thành công, The Opera Band (2004) và Defined (2005). Nhóm này cũng lưu diễn tại Úc và New Zealand vào năm 2006 và Vương quốc Anh trong cả năm 2006 và 2007.
Maswanganyi cũng hoạt động như một nghệ sĩ solo trên cả hai lĩnh vực hòa nhạc và opera. Cô đã có các buổi biểu diễn cho Tổng thống Thabo Mbeki và Nelson Mandela. Một số vai diễn kịch tính của cô là Musetta (La bohème), Valencienne (The Merry Widow), Amelia (Amelia al Ballo), Arminda (La finta giardiniera) và Contessa Ceprano (Rigoletto). Một số điểm nổi bật của sự nghiệp của cô bao gồm đóng vai chính trong Carmen Jones với London Philharmonic tại Hội trường lễ hội quốc gia và Bess ở Porgy và Bess tại Nhà hát Cape Town, Deutsche Oper Berlin và Nhà hát Opera Quốc gia Na Uy. Vào tháng 4 năm 2011, cô đóng vai chính trong buổi ra mắt thế giới của Bongani Ndodana-Breen's Winnie: The Opera tại Nhà hát Quốc gia ở Pretoria.
Maswanganyi hiện đang sống ở Ý.